# Irina Fjodorowna Popowa
Irina Fjodorowna Popowa (russisch Ирина Фёдоровна Попова; * 28. September 1961 in Perschotrawnewoje, Oblast Stalino) ist eine sowjetische bzw. russische Historikerin, Sinologin und Hochschullehrerin.

## Leben
Nach dem Schulabschluss 1978 mit Goldmedaille in Moskau studierte Popowa an der Universität Leningrad in der Abteilung für Geschichte Chinas der Orientalistik-Fakultät mit Abschluss 1983.
Es folgte die dreijährige Aspirantur bei Jewgeni Kytschanow in der Leningrader Abteilung des Moskauer Orientalistik-Instituts der Akademie der Wissenschaften der UdSSR (AN-SSSR, seit 1991 Russische Akademie der Wissenschaften (RAN)). Zu ihren Lehrern gehörten auch die Sinologen Alexander Martynow, Lew Menschikow und Georgi Smolin. Danach war sie dort wissenschaftliche Mitarbeiterin. Ihre Dissertation über das politische Testament des Tang-Kaisers Tang Taizong mit den Regeln für Kaiser als Quelle für die Geschichte des politischen Denkens in China am Anfang des 7. Jahrhunderts verteidigte sie 1988 mit Erfolg für die Promotion zur Kandidatin der historischen Wissenschaften.
Popowa verteidigte 2000 ihre Doktor-Dissertation über die Theorie der staatlichen Verwaltung im China der frühen Tang-Zeit mit Erfolg für die Promotion zur Doktorin der historischen Wissenschaften.
Als Nachfolgerin Jewgeni Kytschanows wurde Popowa 2003 Direktorin der nun St. Petersburger Filiale des Orientalistik-Instituts der RAN. Auf ihr Betreiben wurde 2009 die St. Petersburger Filiale das eigenständige Institut für Orientalistik-Handschriften der RAN mit ihr als gewählter Direktorin. Das Institut gibt halbjährlich die Written Monuments of the Orient heraus.
Popowa ist Professorin der Universität St. Petersburg. Sie ist Mitherausgeberin der Studia Orientalia Slovaca der Comenius-Universität Bratislava. Sie wurde 2019 zum Korrespondierenden Mitglied der RAN gewählt.

## Ehrungen, Preise
- S.-F.-Oldenburg-Preis der Stadt St. Petersburg (2013)[7]
- Medaille der Freundschaft der Mongolischen Volksrepublik (2017)[2]
- Verdienstmedaille der Republik Tatarstan (2018)[8]
- Ch.-Frähn-Medaille der Universität Kasan (2020)[9]
- Polarstern-Orden der Mongolei (2021)
- Verdienstorden für das Vaterland II. Klasse (2022)[10]
- Ehrenprofessorin der Lanzhou-Universität, der Ningxia-Universität, der Shandong-Universität, der Zentralen Nationalitäten-Universität und der Shaanxi-Pädagogik-Universität in Xi’an
- Ehrendoktorin der Chinesischen Akademie der Sozialwissenschaften